# Karin Hänel
Karin Hänel, Antretter da sposata (28 maggio 1957), è un'ex lunghista tedesca.

## Palmarès

### Europei indoor
- 2 medaglie:
  - 1 oro (Grenoble 1981)
  - 1 argento (Milano 1982)